# الرقابة في المكسيك
تشمل الرقابة في المكسيك جميع أشكال قمع حرية التعبير فيها. يتضمن ذلك جميع محاولات تدمير أو تسريب للمعلومات أو الوصول إليها انطلاقًا من الجذور الإسبانية الاستعمارية للدولة حتى الوقت الحاضر. صنفت منظمة مراسلون بلا حدود المكسيك في عام 2016، في المرتبة 149 من أصل 180 دولة على مؤشر حرية الصحافة العالمي، وصرحت بأن المكسيك «هي أخطر بلد في العالم على الصحفيين». إضافة إلى ذلك، أفادت لجنة حماية الصحفيين (سي بّي جي) في عام 2010، أن المكسيك كانت «إحدى أسوأ البلدان في حل الجرائم ضد الصحفيين». وفقًا للدستور المكسيكي الحالي، فإنه يجب صون كل من حرية المعلومات وحرية التعبير بموجب التشريع الوارد في المادة 6، والذي يوضح أنه «يجب ألا يخضع التعبير عن الأفكار لأي تحقيق قضائي أو إداري، إلا في حال كان يسيء إلى الأخلاق الحميدة، أو ينتهك حقوق الآخرين، أو يحرض على الجريمة أو يخل بالنظام العام»، وبموجب المادة السابعة التي تضمن أن «حرية الكتابة ونشر الكتابات عن أي موضوع غير قابلة للانتهاك. لا يمكن لأي قانون أو سلطة فرض الرقابة، أو طلب تعهدات من المؤلفين أو الكتّاب، أو تقييد حرية الكتابة، التي يجب أن تتقيد فقط بالاحترام الواجب للحياة الشخصية، والأخلاق والسلام العام». تعد المكسيك حاليًا من الدول الموقعة على الاتفاقية الدولية للحقوق المدنية والسياسية التي تفرض مسؤولية على تلك الدول بدعم هذه القوانين الراسخة فيما يتعلق بحرية التعبير.

## الهجوم على الصحفيين وتهديدهم
ما تزال المخاطر التي يتعرض لها الصحفيون في المكسيك مشكلة مستمرة منذ اندلاع الثورة المكسيكية، لكن في الآونة الأخيرة تشمل تلك الجرائم الهجمات، والخطف، والإجبار على النفي والقتل. في أغسطس عام 2016، كتبت منظمة مراسلون بلا حدود أن فيراكروز كانت «إحدى أخطر الولايات على الصحفيين في المكسيك»، وأوردت أيضًا أن «176 حالة من حالات العنف، والترهيب، والتهديد، والاعتداء، والهجمات الإلكترونية، والابتزاز، والقتل والاختفاء القسري كان ضحاياها من الصحفيين منذ عام 2013 حتى عام 2016».
تزعم منظمة الدول الأمريكية (أو إيه إس) أنها تتمسك بالمبادئ التي تؤمن بأن قتل المحاورين الاجتماعيين واختطافهم وترهيبهم و/أو تهديدهم، فضلًا عن التدمير المادي لوسائل الاتصال، تشكل انتهاكًا للحقوق الأساسية للأفراد وتقييدا شديدًا لحرية التعبير. ومن واجب الدولة منع وقوع هذه الحوادث والتحقيق فيها، ومعاقبة مرتكبيها وضمان حصول الضحايا على التعويض الواجب.
وُصف نظام العدالة الجنائية في المكسيك في عدد مجلة تابعة للجنة حماية الصحفيين صادر عام 2010، بأنه مخيب للصحفيين كونهم غير قادرين على «النجاح في مقاضاة أكثر من 90% من الجرائم المتعلقة بالصحافة خلال العقد الماضي».
في مقال نشر عام 2015 في مجلة فورين أفيرز، يزعم الشركاء الكبار في شركة كونترول ريسكز غيرت ألبيرتز (المتخصص في البرازيل) ونيك بينس (المتخصص في مدينة المكسيك) أن «الصحافة المكسيكية المحلية ليست حرة»، مما يلفت الانتباه إلى فضائح الفساد الأخيرة التي غالبًا ما تنتشر عن طريق الصحافة العالمية.

## تاريخها
يمكن تتبع تاريخ الرقابة في المكسيك بأنها امتداد للممارسات التحقيقية لمحاكم التفتيش الإسبانية في أقاليم العالم الجديد الإسبانية في أمريكا الشمالية، والوسطى والجنوبية. أصبحت ممارسات الرقابة التي كانت خاضعة لسيطرة الكنيسة الكاثوليكية، حاليًا تحت سيطرة السلطة التقديرية لحكومات استقلت حديثًا. اتخذوا الإجراءات باستخدام طرق قانونية وعلمانية عوضا عن الأرثوذكسية الدينية. أخذت الرقابة في القرن التاسع عشر عدة أشكال تختلف عن تلك التي كانت سابقة لها، وسيطر عليها الصراع المستمر بين الصحفيين ومسؤولي الحكومة حول ماهية حرية التعبير. ظلت قضايا الصحافة الحرة بارزة طيلة الثورة المكسيكية وما تلاها من ظهور للتعبير الشيوعي في الفنون والصحافة. على الرغم من وجود ضمانات دستورية لحرية التعبير، غير أن الحكومة سيطرت في الواقع على وسائل الإعلام، واستمرت في إسكات الصحفيين من خلال العنف والرقابة الذاتية باستخدام الترهيب.

### رقابة محاكم التفتيش
أنشأ المكتب المقدس لمحاكم التفتيش، الذي تأسس بموجب مرسوم صادر عن الملك فيليب الثاني في عام 1569، مؤسسة مركزية في المكسيك لضمان استقامة العقائد الدينية وممارستها. شملت سلطته الرقابة على التعابير المناهضة للعقيدة والممارسات الكاثوليكية. استمرت وظيفة المكتب المقدس في الرقابة منذ تأسيسه حتى بداية القرن التاسع عشر. بعد حصول المكسيك على استقلالها عن إسبانيا في عام 1821، تم حل محاكم التفتيش (رسميًا في عام 1812 وأصبح ساري المفعول في عام 1820) وتغيرت الرقابة في المكسيك.
رغم عدم وجود مكتب منفصل لمحاكم التفتيش في إسبانيا الجديدة حتى عام 1569، فقد وصلت العديد من ممارسات محاكم التفتيش الإسبانية إلى المكسيك، مع وصول الرهبان الذين يسعون إلى تحويل السكان الأصليين إلى المسيحية وإبادة الديانات الأخرى. كانت الرقابة السابقة لتأسيس المكتب المقدس لمحاكم التفتيش المكسيكية مشابهة لتلك التي أتت بعدها من نواحٍ كثير. حافظ القادة في كلتا الفترتين على هدفهم في إسكات الأفراد الذين كانوا يتحدثون ضد الكنيسة الكاثوليكية أو ممارساتها، وجعلوا مهمتهم تأسيس نظام اجتماعي وروحي موحد. كانت جهود الرقابة الفريدة في هذه المرحلة هي تلك التي ركزت بشكل أكثر على مواجهة الخطاب الضلالي للمجموعات التي أصبحت لاحقًا بعد تشريعها خارج نطاق سلطة المكتب المقدس في سبعينيات القرن السادس عشر. شملت هذه الجماعات المكسيكيون غير الكاثوليك أو الذين تحولوا مؤخرًا من السكان الأصليين والذين اتهموا بشكل غير متناسب بالوثنية وازدراء الأديان.
كان الرهبان المستجدون هم من يقومون بالجهود التحقيقية في المحاكمات الرهبانية (1522-1534) قبل تأسيس محكمة رسمية، وقام بها من بعدهم الأساقفة الذين عملوا كقضاة كنسيين (1535-1571). ركز هؤلاء المحققون الرهبان اهتمامهم بشكل غير متناسب على القضايا المحلية من الوثنية وازدراء الأديان وصمموا تحقيقاتهم ومحاكماتهم على أسس غير رسمية تبنوها من تقاليد العصور الوسطى. اهتموا بالتحقيق في الادعاءات الموجهة ضد الأفراد وعاقبوا أولئك الذين وجدوا أنهم يدعمون القيم الدينية والروحية المخالفة للتقاليد الكاثوليكية. رغم استبدال هذا الشكل الرهباني من محاكم التفتيش بالشكل الكنسي لها في وسط المكسيك بعد وصول الأساقفة إلى إسبانيا الجديدة عام 1536، فقد استمر الرهبان في المستوطنات المحيطية في ممارسة الاضطهاد الشديد على السكان الأصليين الذين لم يرقوا إلى مستوى توقعاتهم ككاثوليك محولين، على الأقل خلال العقود الثلاثة التالية. استخدم فراي دييغو دو لاندا التعذيب حتى أواخر عام 1562 في إجراءات التحقيق ضد السكان الأصليين المكسيك في مقاطعة يوكاتان، وأحرق مخطوطات المايا (الكتب الورقية المصنوعة من لحاء الشجر) والتي تحتوي على كتابات هيروغليفية سابقة لكولومبوس في محاولة للقضاء على إمكانية حصول السكان الأصليين على الإرشاد والطقوس الروحية غير الكاثوليكية. مع ذلك، فإن الأشكال الواضحة جدًا من الرقابة، مثل تدمير لاندا العلني للمخطوطات الأصلية، حدثت بشكل متضارب، وهي تمثل فقط جزءًا من حوادث الرقابة الأصغر التي عملت على إخفاء منهجي للأفكار التي اعتقد الإسبان أنها خطيرة وتخريبية لتأييد العقيدة الكاثوليكية والنظام الاجتماعي في المكسيك المستعمرة. شكلت الأمثلة الأصغر من الوثنية، التي لم تكن في مركز عمليات الحرق العلنية، الجزء الأكبر من جهود الرقابة المبكرة ضد السكان الأصليين، كما أن التعصب الذي كان الإسبان ينظرون فيه إلى الأصنام غير المسيحية كان متجذرًا في حرصهم على فرض نظام اجتماعي عوضا عن دين غير مألوف يفهمونه بالفعل.
قاد الأسقف محاكم التفتيش الكنسية التي أعقبت هذه الفترة الرهبانية المبكرة، وكانت فعالة على نحو مماثل في ملاحقتها القضائية للسكان الأصليين المكسيك الذين تم تحويلهم مؤخرًا. رغم أن هؤلاء الأساقفة الذين قادوا محاكم التفتيش لم يلاحقوا عددًا كبيرًا من المكسيكيين الأصليين أمام محاكم رسمية، فإنهم مددوا محاكماتهم غالبًا أكثر مما كانت يفضل الإشراف الاستعماري في إسبانيا. حاكم الأسقف الأول للمكسيك فراي جون زوماراغا (1536-1546) نحو 156 حالة قبل محاكم التفتيش الكنسية، رغم أن المتهمين كانوا يضمون إسبان، وطوائف مختلطة وعددًا كبيرًا ممن يشتبه في أنهم يدينون بالديانة اليهودية، وثبت أن محاكمات زوماراغا ضد السكان الأصليين المكسيك كانت الأكثر إثارة للجدل. أحضر زوماراغا في أكثر محاكماته شهرةً زعيم قبيلة توكسيكوكو، دون كارلوس تشيتشيماكتيكولت، أمام محاكم التفتيش الكنسية وحاكمه بتهمة أنه «دوغمائي ضد الإيمان». على الرغم من عدم قدرة الأسقف على طلب شهادة بأن دون كارلوس قد مارس بوضوح الوثنية وامتلاك الأصنام باعتبارها الإثم الأكثر خطورة، فقد أعدمه بتهمة التحدث علنًا ضد الكنيسة. على الرغم من توبيخ المحققين له في إسبانيا بسبب أفعاله، فإن زوماراغا والمحققين الأساقفة في تلك الفترة فرضوا عقوبات قاسية على السكان الأصليين لمجرد التحدث علانية ضد الكنيسة. اعتبر كل من المسؤولين والمستعمرين الإسبان في السنوات التالية، أن هذه القوة الشديدة هي موطن ضعف في الاتجاه المركزي لمحاكم التفتيش في العالم الجديد. في الواقع، فإن المعاملة المتطرفة للسكان الأصليين ومعارضي الكنيسة هي التي أدت إلى التأسيس الرسمي للمكتب المقدس في أمريكا الوسطى في عام 1571، بعد مرسوم فيليب الثاني عام 1569. بحلول نهاية هذه الفترة، تم وضع سابقة قضائية قوية لما يمكن ولا يمكن قوله في المكسيك الاستعمارية، والأشياء التي يمكن للمرء أن يمتلكها أو لا يمتلكها.